# Traikutaka

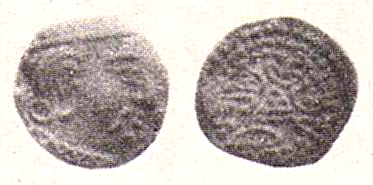
Moneda de plata de rei Dharasena.
Anvers: Bust de rei.
Revers: Chaitya i estrella. Inscripció Brahmi: "Maharajendradattaputra Parama-Vaisnava Sri-Maharaja Dahrasena": "El rei magnífic Dahrasena, primer seguidor de Vixnu, i fill del rei Indradatta.

El Traikutakes foren una dinastia de reis indis que van governar entre el 388 i el 456. El nom "Traikutakes" sembla ser derivat de la paraula d'una muntanya de tres pics ("Tri-kuta"). Els Traikutakes són esmentats al Raghuvamsa de Kalidasa, en el que se'ls situa a l'àrea del Konkan del nord. Els dominis dels Traikutakes també van incloure Aparanta (frontera Oest, que podria ser el Gujarat i el Sind) i el nord de Maharashtra.
Les monedes dels Traikutakes s'han trobat extensament a la part sud del Gujarat i al sud de Maharashtra més enllà dels Ghats. El seu disseny és molt proper al dels Ksatrapes Occidentals, dels que probablement van heretar alguns territoris, i encara es poden veure traces de la llegenda del anvers amb lletres gregues.
El govern Traikutaka d'Aparanta i Konkan va començar el 248 (anomenada era Traikuta) exactament el temps de govern de Abhira Ishwarsena regla, per això els Traikutakes són identificats en alguna forma amb la dinastia dels Abhires.
El Traikutakas va mantenir una era específica coneguda com l'era Traikutaka o normalment l'era Kalachuri o Chedi, començant el 249.

## Trikuta-Abhires
Generalment es suposa que els Traikutakes foren una dinastia diferent dels Abhires, i per això són a vegades anomenats Abhira-Traikutakes. Indradutta, Dahrasena i Vyaghrasena foren els reis coneguts d'aquesta dinastia. Els Traikutakes van ser coneguts per la seva fe Vaixnavavita i reclamaven ser una branca Yadava de Haiheya i Dahrasena va fer cerimonis de l'Ashvamedha yajna (un dels quatre principals rituals de la tradició Śrauta del vedisme).

## Governants Traikutakes
Els següents governants Traikutes són coneguts per les monedes i inscripcions del període Gupta: 
- Maharaja Indradatta (Només esmentat en les monedes del seu fill)[3]
- Maharaja Dahrasena, fill d' Indradatta (any 455), va fer cerimonios Ashwamedha[3]
- Maharaja Vyaghrasena, fill de Dahrasena (any 480)[3]